# Saint-Maurice-Saint-Germain
Saint-Maurice-Saint-Germain ist eine französische Gemeinde mit 484 Einwohnern (Stand: 1. Januar 2022) im Département Eure-et-Loir in der Region Centre-Val de Loire; sie gehört zum Arrondissement Nogent-le-Rotrou und zum Kanton Nogent-le-Rotrou.

## Geographie
Saint-Maurice-Saint-Germain liegt etwa 37 Kilometer westnordwestlich von Chartres an der Eure. Umgeben wird Saint-Maurice-Saint-Germain von den Nachbargemeinden Belhomert-Guéhouville im Norden und Westen, Digny im Nordosten, Pontgouin im Osten, Le Favril im Südosten, Saint-Éliph im Süden sowie La Loupe im Westen und Südwesten.

## Bevölkerungsentwicklung
| Jahr                       | 1962 | 1968 | 1975 | 1982 | 1990 | 1999 | 2006 | 2018 |
| Einwohner                  | 234  | 261  | 366  | 378  | 320  | 355  | 409  | 415  |
| Quellen: Cassini und INSEE |      |      |      |      |      |      |      |      |

## Sehenswürdigkeiten
- Kirche Saint-Maurice
- Schloss Les Vaux aus dem 19. Jahrhundert

## Persönlichkeiten
- Louis d’Ussieux (1744–1805), Historiker und Schriftsteller

## Gemeindepartnerschaft
Mit der italienischen Gemeinde Villafranca Piemonte in der Provinz Turin (Piemont) besteht eine Partnerschaft.